# Wildursprungsschein
Der Wildursprungsschein ist eine amtliche Bescheinigung nach der Verordnung über Anforderungen an die Hygiene beim Herstellen, Behandeln und Inverkehrbringen von bestimmten Lebensmitteln tierischen Ursprungs (Tierische Lebensmittel-Hygieneverordnung – Tier-LMHV) und Voraussetzung für das Inverkehrbringen von Wildbret von potentiell trichinentragenden Tieren (Wildschwein, Dachs, Bär, Nutria) für den menschlichen Verzehr. Der Wildursprungsschein weist, zusammen mit der Wildmarke, eindeutig die Zusammengehörigkeit von Wildstück und Trichinenprobe im Rahmen der Trichinenuntersuchung nach § 4a Tier-LMHV nach. Die Untersuchung der Trichinenprobe erfolgt bei dem für den Jagdbezirk zuständigen, amtlichen Tierarzt. Der Wildursprungsschein gewährleistet damit die lückenlose Rückverfolgbarkeit des Wildbrets bis zum Verbraucher.
Der Wildursprungsschein enthält die Kennzeichnung der Wildmarke, Name und Anschrift des Jägers, das Erlegungsdatum sowie Eingangsdatum, Prüfdatum und Uhrzeit, Untersuchungsmethode, Prüfberichtsnummer des Trichinenlabors und das Ergebnis der Trichinenuntersuchung.